# Cygański obóz rodzinny w Auschwitz

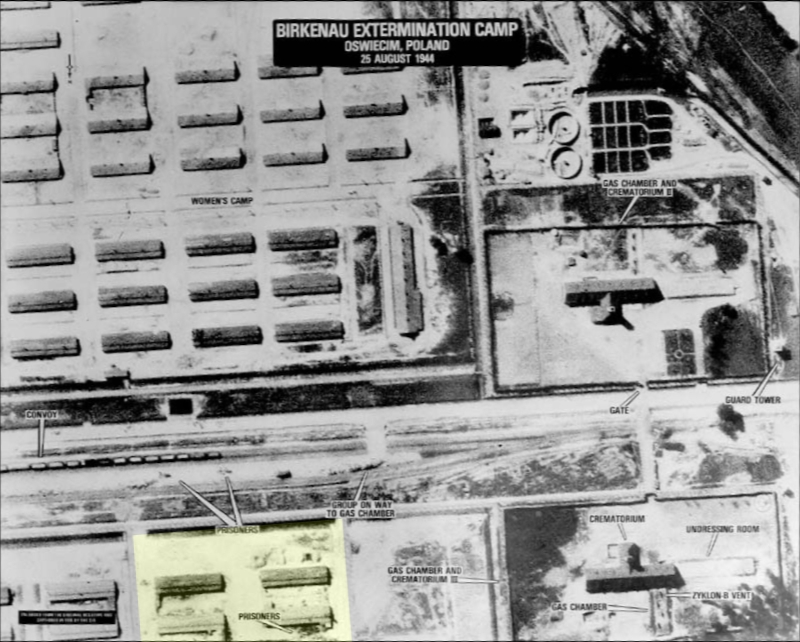
Zdjęcie lotnicze obozu Auschwitz-Birkenau z 25 sierpnia 1944 r., obóz cygański został wyróżniony kolorem

Cygański obóz rodzinny (niem. Zigeunerfamilienlager) – sekcja BIIe obozu koncentracyjnego Auschwitz II-Birkenau. przeznaczona dla więźniów cygańskich. Obóz istniał od końca lutego 1943 r. do początku sierpnia 1944 r.

## Geneza obozu
Od samego początku przejęcia władzy przez nazistów Romowie byli poddawani wielu restrykcjom (ograniczenie swobody poruszania się, badania rasowe czy konieczność rejestracji). We wrześniu 1935 roku w Norymberdze stwierdzono ich rasową obcość, na równi z Żydami, i odtąd nie mogli uzyskiwać praw obywateli Rzeszy. Krótko po wybuchu II wojny światowej Niemcy postanowili pozbyć się Romów z terenu Rzeszy: przesiedlano ich do Generalnego Gubernatorstwa, gdzie trafiali do gett żydowskich i obozów dla Żydów (obóz cygański w getcie łódzkim), większość wymordowano w Kulmhof lub w wyniku pozaobozowej eksterminacji.
16 grudnia 1942 roku Heinrich Himmler zdecydował o deportacjach pozostałych Romów do obozu koncentracyjnego. 29 stycznia 1943 r. uściślono, że miejscem deportacji ma być obóz Auschwitz. W związku z tym w obozie Auschwitz II-Birkenau kompleksu KL Auschwitz utworzono familijny obóz cygański.

## Deportacje i więźniowie
Pierwszy transport Romów z III Rzeszy przybył 26 lutego 1943 roku. Deportacje trwały do lipca 1944.
Więźniowie pochodzili głównie z różnych terenów:
- zdecydowana większość z Niemiec, Austrii, Protektoratu Czech i Moraw oraz Polski;
- w mniejszych grupach przybyli pochodzili z Francji, Holandii, Jugosławii/Chorwacji, Belgii, Związku Sowieckiego, Litwy, Węgier,
- nieliczni Romowie byli obywatelami Norwegii i Hiszpanii.

Przyjmuje się, że w obozie zostało uwięzionych około 23 tys. Romów — mężczyzn, kobiet i dzieci. Zarejestrowanych w obozie zostało ok. 21 tys. (w tym również dzieci urodzone w obozie).
W ewidencji obozowej nie uwzględniono ok. 1 700 polskich Romów, zginęli w komorze gazowej natychmiast po przywiezieniu do obozu.
Szacuje się, że ze wspomnianej liczby 23 tys. Romów przewiezionych do KL Auschwitz około 21 tys. zmarło lub zostało zamordowanych w komorach gazowych.

## Budowa obozu
Obóz dla Cyganów znajdował się w sekcji BIIe, w środkowej części Birkenau, miał kształt prostokąta o wymiarach 600 m na 120 m. Od strony wschodniej graniczył z obozem męskim, od zachodniej z męskim szpitalem więźniarskim, a od południowej z rampą kolejową, na której dokonywano selekcji przybyłej do obozu ludności żydowskiej. Brama wejściowa wychodziła na północ, a z jej prawej strony znajdował się budynek wartowni. Obóz otoczono drutem kolczastym podpiętym do sieci elektrycznej.
W obozie znajdowało się 38 baraków drewnianych typu stajennego. Baraki z lewej strony od wejścia oznaczone były numerami nieparzystymi od 1 do 31, a z prawej parzystymi, od 2 do 32. Baraki (długość 40,5 m, szer. 9 m) pozbawione były okien, tylko w górnej części dachu znajdowały się wąskie świetliki. Podłogę zastępowała zwykle ubita glina, dopiero w późniejszych miesiącach w niektórych pomieszczeniach na podłodze pojawiły się cegły lub beton. Wewnątrz baraków po obu stronach znajdowały się trzypiętrowe prycze. Baraki nie były ogrzewane.
Na terenie obozu znajdowały się:
- magazyn żywnościowy - w baraku nr 1,
- kancelaria obozowa - w baraku nr 2,
- kantyna obozowa - także w baraku nr 2,
- dwa baraki zamienione na kuchnie,
- barak służący jako ustęp,
- umywalnie (blaszany zbiornik napełniany wodą rano i wieczorem, który w żaden sposób nie pozwalał utrzymać higieny),
- szpital obozowy (w lutym i marcu 1943 r. mieścił się w barakach 30 i 32, od kwietnia dołączono także baraki 24, 26, i 28, a od lata jeszcze 22),
- Kindergarten, rodzaj żłobka i przedszkola, w którym przebywały się dzieci do 6 r.ż., także te, które były obiektem zainteresowań doktora Josefa Mengele; za barakiem znajdował się plac zabaw[10]; ogródek dziecięcy założono w obozie cygańskim dopiero w czerwcu 1944, na miesiąc przed ostateczną likwidacją - był on parodią w warunkach życia obozowego - wygłodzone i chore dzieci nie miały siły się bawić ani gimnastykować[11].

## Warunki i pobyt w obozie
Romowie w chwili przybycia do Auschwitz nie byli poddawani selekcji, ale całe transporty kierowano prosto do baraków. Nie rozdzielano także rodzin na terenie obozu: kobiety, mężczyźni i dzieci mieszkali razem.
Cyganie zaliczani byli do tzw. więźniów asocjalnych, w związku z tym otrzymywali oznaczenia w formie czarnych trójkątów. Tatuowano im na lewym przedramieniu numery z literą Z (Zigeuner). Wolno im było nosić cywilne ubrania.
Zdecydowana większość Romów nie miała stałego przydziału do pracy. Część z nich zatrudniano do robót budowlanych, związanych z rozbudową odcinka BIIe lub innych prac obozowych w wewnętrznych komandach.
Dzień w obozie romskim rozpoczynał się apelem, podczas którego liczono więźniów. Chorzy czy starsi więźniowie również musieli ustawić się przed barakiem w celu przeliczenia. Przed baraki wynoszono ciała zmarłych w nocy więźniów. Więźniowie funkcyjni – blokowi – zobowiązani byli złożyć meldunek esesmanowi, a ten przekazywał dane podoficerowi raportowemu. Po zakończeniu apelu więźniom pozwalano na wejście do baraków.
Rodziny romskie żyły w dramatycznych warunkach higieniczno-sanitarnych. Teren, na którym znajdował się Zigeunerfamilienlager, był gliniasty, pokryty błotem, podmokły, zupełnie pozbawiony roślinności. Więźniowie mieszkali w drewnianych barakach typu stajennego w ogromnym zatłoczeniu – na jednej pryczy spało nawet po dziesięć osób. Romowie żyli w zasadzie bez wody i prawie bez jedzenia. Racje żywieniowe były były bardzo zaniżone: jeden bochenek chleba rozdzielano między 5 więźniów, do tego ¼ łyżki marmolady z brukwi, ¼ litra herbaty "z ziółek" oraz ¼ litra zupy obozowej, która nie stanowiła żadnej wartości.
Na terenie obozu często dochodziło do wybuchów epidemii, przede wszystkim tyfusu plamistego. Panowała wyjątkowo wysoka śmiertelność, głównie z głodu i szerzących się chorób np. biegunki głodowej (durchfall), zimnicy, gruźlicy, czerwonki albo nomy, czyli raka wodnego.

## Eksperymenty pseudomedyczne na Romach
Od końca maja 1943 do sierpnia 1944 roku funkcję lekarza naczelnego obozu cygańskiego sprawował SS-Hauptsturmführer, doktor Josef Mengele. Na polecenie Instytutu Badań Antropologicznych i Biologiczno-Rasowych przy Instytucie cesarza Wilhelma w Berlinie-Dahlem rozpoczął badania antropologiczne na różnych grupach rasowych, głównie Romach, zwłaszcza na bliźniętach. Badania te przybrały formę zbrodniczych eksperymentów medycznych, dokonywanych w dużej mierze na dzieciach.
Przykładowe eksperymenty przeprowadzone na ludności cygańskiej:
- wymienne przetaczanie krwi między bliźniętami,
- zarażanie bliźniąt tyfusem, by porównać sposób przebiegu choroby,
- zszywanie bliźniąt na wzór bliźniąt syjamskich,
- badania nad różnobarwnością tęczówki,
- badania nad karłowatością,
- badania nad przyczynami i sposobami leczenia raka wodnego,
- badania nad anomaliami fizycznymi[16].

Ostatnim etapem eksperymentu zazwyczaj było uśmiercenie więźnia po to, by przeprowadzić sekcjię zwłok w celu porównania organów lub pozyskania próbek (np. gałek ocznych), które zakonserowane przesyłano do Niemiec.

## Bunt w obozie cygańskim
16 maja 1944 r. postanowiono zlikwidować Zigeunerlager. Planowano, że do komór gazowych trafi ok. 6,5 tys. Sinti i Romów. W przeddzień akcji jeden z esesmanów wyjawił plany polskiemu więźniowi z zaleceniem, by Cyganie nie opuszczali baraków. Polski więzień przekazał tę informację do obozu. Gdy następnego wieczoru przed obóz podjechały auta z uzbrojonymi Niemcami, Romowie uzbrojeni w łomy, łopaty, noże i kamienie stawili opór i nie opuścili baraków. Niemcy postanowili odwołać akcję, wśród więźniów znajdowali się bowiem także Cyganie, którzy służyli w niemieckim wojsku, więc załoga obozu obawiała się, że bunt rozprzestrzeni się także na inne części obozu.
Po tym wydarzeniu esesmani przenieśli ok. dwustu młodych i zdrowych więźniów cygańskich do innych obozów, a ok. 1,5 tys. przeniesiono do KL Auschwitz I. Większość z nich została później także wywieziona do innych obozów. Wielu z nich przeżyło wojnę.

## Likwidacja obozu cygańskiego
Zigeunerlager istniał do 2 sierpnia 1944 roku. Wieczorem tego dnia do obozu zajechały auta ciężarowe i wkroczyli uzbrojeni esesmani. Romowie próbowali stawiać opór, który jednak esesmani brutalnie złamali. 2897 mężczyzn, kobiet i dzieci załadowano na samochody i wywieziono do komór gazowych w krematorium nr IV i V.Ich ciała zostały spalone w dołach obok krematorium, ponieważ było one w tamtym czasie nieczynne.
Inne źródła podają, że 2 sierpnia w komorach gazowych zginęło ponad 3000, a nawet 4300 Romów.

## Zobacz także
- porajmos
- Auschwitz-Birkenau
- eksperymenty medyczne i pseudomedyczne w Auschwitz